# داستان (فیلم ۱۹۷۲)
داستان (به انگلیسی: Dastaan) فیلمی هندی محصول سال ۱۹۷۲ و به کارگردانی بالدو راج چوپرا است. در این فیلم بازیگرانی همچون دیلیپ کومار، شارمیلا تاگور، بیندو، پریم چوپرا و آی.اس. جوهر ایفای نقش کرده‌اند.